# Le Drennec
Le Drennec (bretonisch An Dreneg) ist eine französische Gemeinde im Nordwesten der Bretagne im Département Finistère mit 1911 Einwohnern (Stand 1. Januar 2022). 

## Lage
Der Ort befindet sich rund zwölf Kilometer südlich der Atlantikküste am Eingang des Ärmelkanals. 
Die Groß- und Hafenstadt Brest liegt 18 Kilometer südwestlich und Paris etwa 500 Kilometer östlich (Angaben in Luftlinie).

## Verkehr
Bei Brest gibt es die nächsten Abfahrten an den Schnellstraßen E 50 Richtung Rennes und E 60 Richtung Nantes. Der Bahnhof von Brest ist Endpunkt der Regionalbahnlinien Richtung Rennes und Nantes und des TGV Atlantique nach Paris.

## Bevölkerungsentwicklung
| Jahr                       | 1962 | 1968 | 1975 | 1982 | 1990 | 1999 | 2007 | 2017 |
| Einwohner                  | 880  | 974  | 1206 | 1529 | 1599 | 1527 | 1733 | 1837 |
| Quellen: Cassini und INSEE |      |      |      |      |      |      |      |      |